# Deilephila vitis
Deilephila vitis är en fjärilsart som beskrevs av Lorenz Oken 1815. Deilephila vitis ingår i släktet Deilephila och familjen svärmare. Inga underarter finns listade i Catalogue of Life.